# Kimitoshi Chioka
Kimitoshi Chioka (地岡 公俊?, Chioka Kimitoshi; ...) è un regista e animatore giapponese, noto per aver diretto principalmente anime per lo studio d'animazione Toei Animation.
Dal 2015 lavora alla regia di Dragon Ball Super, occupandosi principalmente dell'adattamento televisivo dei film di Dragon Ball Z, Dragon Ball Z: La battaglia degli dei e Dragon Ball Z: La resurrezione di 'F', per poi essere affiancato dall'episodio 33 dal collega regista Morio Hatano e infine sostituito. È colui che ha concepito l'ONA del 2008 Dragon Ball: Ossu! Kaette kita Son Goku to nakama-tachi!!.

## Lavori
- One Piece
- Digimon
- Zatch Bell!
- Saint Seiya Ω
- Dragon Ball Super